# HMS Stockholm (K11)
HMS Stockholm (P11) är ett patrullfartyg tillhörande den svenska marinen. Fartyget är 50 meter långt, 7,5 meter brett och har ett maximalt deplacement av 335 ton. Tillsammans med systerfartyget HMS Malmö (K12) utgör hon Stockholm-klassen. Stockholm levererades den 1 mars 1985 som ledningsfartyg för en ytstridsflottilj. År 2002 genomfördes en halvtidsmodifiering och år 2010 ingår Stockholm tillsammans med systerfartyget i 31. korvettdivisionen i Tredje sjöstridsflottiljen. År 2016 var Stockholm ombyggd till patrullfartyg av Malmö-klass.

## Utformning och bestyckning
HMS Stockholm är 50 meter lång och 7,5 meter bred har ett djupgående av 1,9 meter. Standarddeplacementet är 310 ton och det maximala deplacementet är 335 ton. Skrovet är tillverkat av helsvetsat stål medan däckshus och master är av lättmetall.
Maskineriet består av två MTU dieselmotorer och en AlliedSignal gasturbin, vilka är kopplade till var sin propelleraxel. Den totala effekten på de tre axlarna är 11 200 hästkrafter vilket ger en maximal fart av 28 knop.

## Historia
HMS Stockholm byggdes vid Karlskronavarvet och sjösattes den 22 augusti 1984. Dopförrättare var dåvarande försvarsminister Anders Thunborg. Efter provturer och utrustning levererades fartyget till marinen den 1 mars 1985, och blev då ledningsfartyg för en av de dåvarande ytstridsflottiljerna.

### Örlogsflaggan på Kastellholmen
Den 29 mars 1990 beslöts det att örlogsflaggan inte längre skulle hissas på Kastellet på Kastellholmen i Stockholm. Dåvarande fartygschefen på HMS Stockholm, kommendörkaptenen Kenneth Lindmark, ansåg detta beslut vara felaktigt och hissade helt sonika HMS Stockholms örlogsflagga på Kastellet den 2 april under avgivande av salut i form av svensk lösen. Detta ingripande ledde troligen till att ÖB fattade beslut om att flaggningen skulle fortsätta, vilket den gör till denna dag. Dagen det inträffade skickade befälhavaren på HMS Stockholm följande meddelande till Marinchefen Bengt Schuback samt till Chefen för Kustflottan;
| ” | HMS STO 1990-04-02 ORIENTERING: HMS STOCKHOLMS ÖRLOGSFLAGGA HISSADES IDAG KL 0910 PÅ KASTELLET I SAMBAND MED AVGÅNG FRÅN STOCKHOLM. MÅ DEN I FORTSÄTTNINGEN FÅ BLÅSA DYGNET RUNT. SÄNDLISTA: CM, CKF, CÖRIBO. | „ |

### Halvtidsmodifiering
Under år 2002 genomgick Stockholm en halvtidsmodifiering då flera ändringar gjordes. Bland annat togs den aktra kanonen bort och ersattes av en överbyggnad innehållande en ny modifierad släpsonar, de förliga torpedtuberna togs bort för att lämna plats åt en förlängning av den förliga överbyggnaden. Vidare modifierades masten för att minska radarsignaturen, ledningssystemet förnyades, och huvudmaskineriet byttes ut.

### Internationell tjänst
I november 2008 meddelades det att HMS Stockholm, HMS Malmö (K12) samt stödfartyget HMS Trossö (A264) skulle ingå i förbandet ME01 i den svenska beredskapsstyrka som skulle medverka i den internationella operationen Operation Atalanta som pågår i Adenviken längst Afrikas östkust i skydd mot pirater.
Den 21 oktober 2009 kom fartyget tillbaka till hemmahamnen Karlskrona, hemtransporten skedde på lastfartyget MV Eide Transporter.
Sedan 2010 agerar HMS Stockholm som insatsfartyg runt Sveriges kuster med endast anställda yrkesmilitärer i besättningen (officerare + sjömän). 

### Patrullfartyg
Den 17 december 2015 skrev FMV under ett kontrakt med SAAB om årlig översyn och modifiering av korvetterna HMS Stockholm och HMS Malmö. Efter modifieringen klassificeras fartygen som patrullfartyg i första hand avsedda för sjöövervakning och benämnas patrullfartyg typ Malmö. Vid modifieringen har undervattensensorsystemet (Sonar 184) avinstallerats. Skrovhydrofonen, sjörobotsystemet och torpedbestyckningen har dock bibehållits, även om hydrofonsystemet normalt inte är bemannat (personal kan dock tillföras för detta om så skulle behövas). Detta innebär en nedprioritering av fartygets korvettförmåga. Samtidigt har ett antal nya kommunikationssystem, till exempel RAKEL, IFF, MilGPS samt Säkert tal (krypto) installerats.
Besättningen består av 24 man. På sikt så kommer det att finnas två besättningar till varje fartyg i ett försök att maximera fartygens utnyttjande i sjöövervakningen. Bägge fartygen utgör en del av 31.korvettdivisionen vid 3.sjöstridsflottiljen (Karlskrona) men kommer att operera utefter hela den svenska kusten.

## Bilder

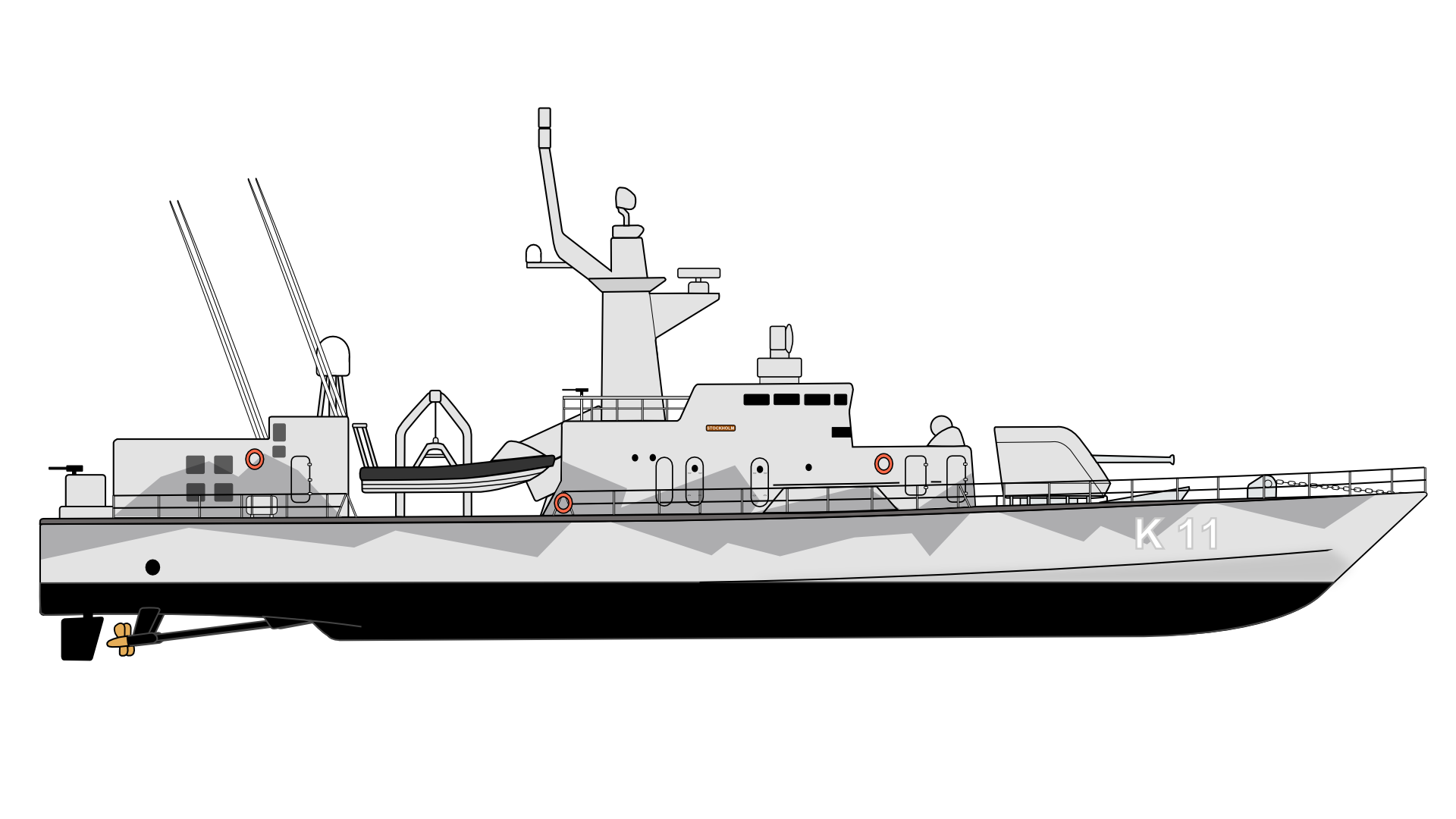
Ritning av HMS Stockholm
HMS Stockholms vapen
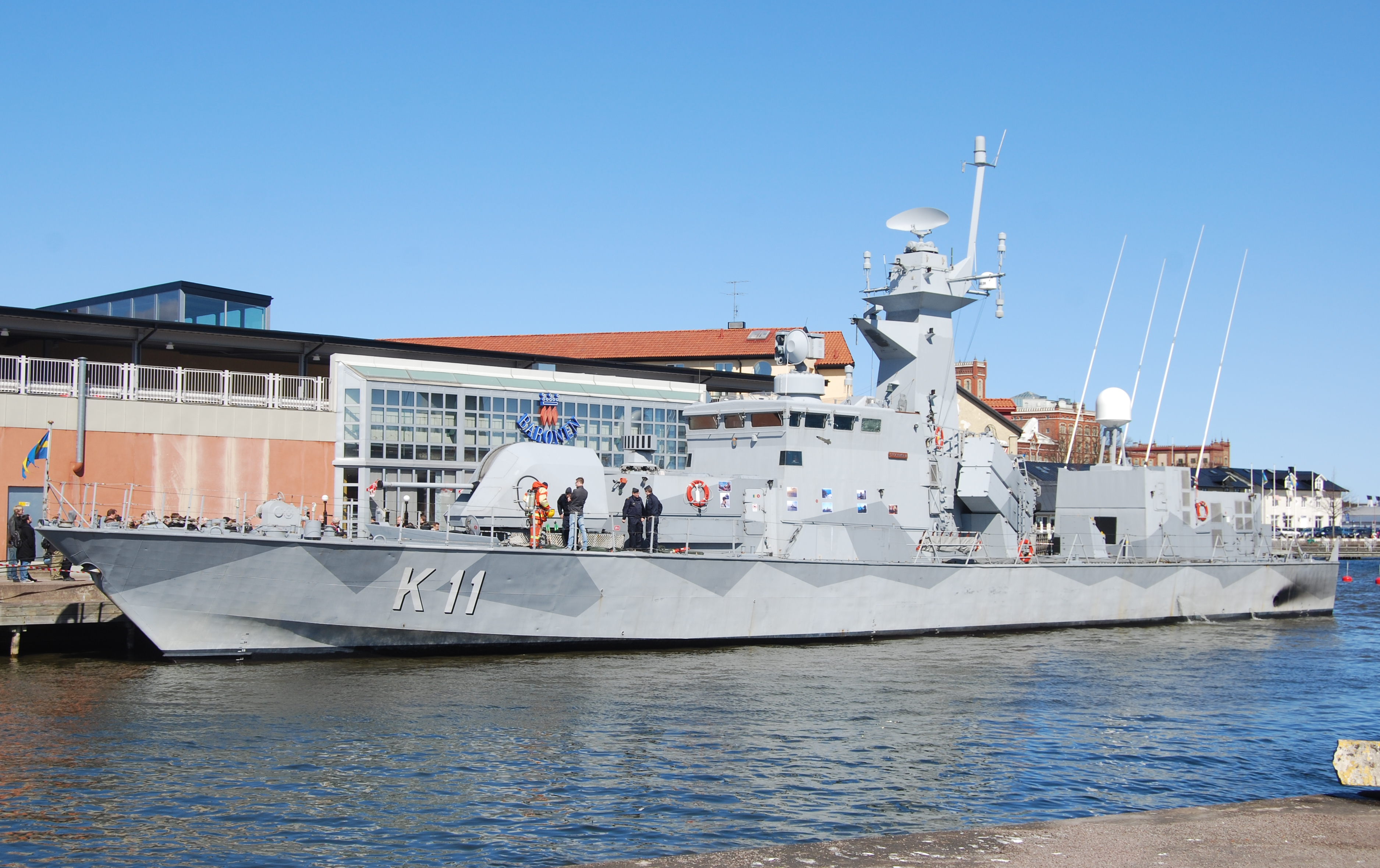
HMS Stockholm i Kalmar